# Big Bash League 2015/16
Die Big Bash League 2015/16 war die fünfte Saison dieser australischen Twenty20-Meisterschaft. Sieger waren die Sydney Thunder, die sich im Finale im Melbourne Cricket Ground mit 3 Wickets gegen die Melbourne Stars durchsetzten.

## Format
Die acht Franchises spielen in einer Gruppe gegen jedes andere Team jeweils ein Mal sowie gegen ein weiteres Team ein weiteres Mal. Die ersten vier dieser Gruppe qualifizieren sich für die Playoffs, in denen im Halbfinale und Finale der Sieger ermittelt wird.

## Gruppenphase
Tabelle
| Teams               | Sp. | S | N | NR | P  | RR     |
| ------------------- | --- | - | - | -- | -- | ------ |
| Adelaide Strikers   | 8   | 7 | 1 | 0  | 14 | +0.544 |
| Melbourne Stars     | 8   | 5 | 3 | 0  | 10 | +0.366 |
| Perth Scorchers     | 8   | 5 | 3 | 0  | 10 | +0.181 |
| Sydney Thunder      | 8   | 4 | 4 | 0  | 8  | +0.375 |
| Melbourne Renegades | 8   | 3 | 5 | 0  | 6  | −0.041 |
| Brisbane Heat       | 8   | 3 | 5 | 0  | 6  | −0.204 |
| Hobart Hurricanes   | 8   | 3 | 5 | 0  | 6  | −0.955 |
| Sydney Sixers       | 8   | 2 | 6 | 0  | 4  | −0.330 |

## Spiele

### Runde 1
| 17. Dezember Scorecard | Sydney (SSS) | Sydney Thunder 158-4 (20)          | – | Sydney Sixers 122 (19.5) |
|                        |              | Sydney Thunder gewinnt mit 36 Runs |   |                          |

| 18. Dezember Scorecard | Adelaide | Adelaide Strikers 187-5 (20) | – | Melbourne Stars 168-7 (20) |
|                        |          | Adelaide gewinnt mit 19 Runs |   |                            |

| 19. Dezember Scorecard | Brisbane | Brisbane Heat 180-5 (20)                  | – | Melbourne Renegades 184-3 (19.3) |
|                        |          | Melbourne Renegades gewinnt mit 7 Wickets |   |                                  |

| 20. Dezember Scorecard | Sydney (SCG) | Sydney Sixers 186-7 (20)          | – | Hobart Hurricanes 91 (15.5) |
|                        |              | Sydney Sixers gewinnt mit 95 Runs |   |                             |

### Runde 2
| 20. Dezember Scorecard | Melbourne (MCG) | Sydney Thunder 178-6 (20)        | – | Melbourne Stars 177-5 (20) |
|                        |                 | Sydney Thunder gewinnt mit 1 Run |   |                            |

| 21. Dezember Scorecard | Perth | Perth Scorchers 151-6 (20)              | – | Adelaide Strikers 152-6 (19.1) |
|                        |       | Adelaide Strikers gewinnt mit 4 Wickets |   |                                |

| 22. Dezember Scorecard | Hobart | Hobart Hurricanes 184-3 (20)          | – | Brisbane Heat 164-8 (20) |
|                        |        | Hobart Hurricanes gewinnt mit 20 Runs |   |                          |

| 23. Dezember Scorecard | Melbourne (ES) | Melbourne Renegades 172-4 (20)      | – | Sydney Sixers 174-7 (18.5) |
|                        |                | Sydney Sixers gewinnt mit 3 Wickets |   |                            |

### Runde 3
| 26. Dezember Scorecard | Perth | Brisbane Heat 117-7 (20)              | – | Perth Scorchers 118-1 (15.1) |
|                        |       | Perth Scorchers gewinnt mit 9 Wickets |   |                              |

| 27. Dezember Scorecard | Sydney (SCG) | Sydney Sixers 139-6 (20)              | – | Melbourne Stars 143-5 (18.4) |
|                        |              | Melbourne Stars gewinnt mit 5 Wickets |   |                              |

| 28. Dezember Scorecard | Sydney (SSS) | Adelaide Strikers 117-9 (20)         | – | Sydney Thunder 121-3 (16.3) |
|                        |              | Sydney Thunder gewinnt mit 7 Wickets |   |                             |

| 29. Dezember Scorecard | Brisbane | Hobart Hurricanes 194-4 (20)          | – | Brisbane Heat 179-9 (20) |
|                        |          | Hobart Hurricanes gewinnt mit 15 Runs |   |                          |

### Runde 4
| 30. Dezember Scorecard | Melbourne (ES) | Melbourne Renegades 170-4 (20)         | – | Perth Scorchers 171-0 (18.4) |
|                        |                | Perth Scorchers gewinnt mit 10 Wickets |   |                              |

| 31. Dezember Scorecard | Adelaide | Sydney Sixers 176-5 (20)                | – | Adelaide Strikers 182-5 (19.3) |
|                        |          | Adelaide Strikers gewinnt mit 5 Wickets |   |                                |

| 1. Januar Scorecard | Hobart | Hobart Hurricanes 163-6 (20)          | – | Sydney Thunder 152-9 (20) |
|                     |        | Hobart Hurricanes gewinnt mit 11 Runs |   |                           |

| 2. Januar Scorecard | Melbourne (MCG) | Melbourne Renegades 161-7 (20)        | – | Melbourne Stars 163-3 (19.1) |
|                     |                 | Melbourne Stars gewinnt mit 7 Wickets |   |                              |

### Runde 5
| 2. Januar Scorecard | Perth | Sydney Sixers 112-8 (20)              | – | Perth Scorchers 114-1 (14.3) |
|                     |       | Perth Scorchers gewinnt mit 9 Wickets |   |                              |

| 3. Januar Scorecard | Brisbane | Sydney Thunder 186-5 (20)           | – | Brisbane Heat 189-4 (19.3) |
|                     |          | Brisbane Heat gewinnt mit 6 Wickets |   |                            |

| 4. Januar Scorecard | Hobart | Hobart Hurricanes 140-5 (20)              | – | Melbourne Renegades 144-5 (14) |
|                     |        | Melbourne Renegades gewinnt mit 5 Wickets |   |                                |

Der für die Melbourne Renegades spielende Chris Gayle wurde auf Grund von nicht angebrachtem Verhalten gegenüber einer Reporterin bei einem Interview am Spielfeld-Rand von seinem Team mit einer Geldstrafe belegt.
| 5. Januar Scorecard | Adelaide | Adelaide Strikers 174-2 (20)          | – | Perth Scorchers 138 (17.3) |
|                     |          | Adelaide Strikers gewinnt mit 36 Runs |   |                            |

### Runde 6
| 6. Januar Scorecard | Melbourne (MCG) | Melbourne Stars 124 (20)              | – | Hobart Hurricanes 126-2 (15) |
|                     |                 | Melbourne Stars gewinnt mit 8 Wickets |   |                              |

| 7. Januar Scorecard | Sydney (SSS) | Perth Scorchers 175-5 (20)          | – | Sydney Thunder 145-9 (20) |
|                     |              | Perth Scorchers gewinnt mit 30 Runs |   |                           |

| 8. Januar Scorecard | Brisbane | Brisbane Heat 175-6 (20)                | – | Adelaide Strikers 179-2 (18.4) |
|                     |          | Adelaide Strikers gewinnt mit 8 Wickets |   |                                |

| 9. Januar Scorecard | Melbourne (ES) | Melbourne Renegades 155-6 (20)        | – | Melbourne Stars 156-2 (18) |
|                     |                | Melbourne Stars gewinnt mit 8 Wickets |   |                            |

### Runde 7
| 10. Januar Scorecard | Hobart | Perth Scorchers 173-5 (20)        | – | Hobart Hurricanes 172-6 (20) |
|                      |        | Perth Scorchers gewinnt mit 1 Run |   |                              |

| 10. Januar Scorecard | Sydney (SCG) | Brisbane Heat 162-8 (20)         | – | Sydney Sixers 156-8 (20) |
|                      |              | Brisbane Heat gewinnt mit 6 Runs |   |                          |

| 11. Januar Scorecard | Sydney (SSS) | Sydney Thunder 173-5 (20)                 | – | Melbourne Renegades 176-5 (19.2) |
|                      |              | Melbourne Renegauds gewinnt mit 5 Wickets |   |                                  |

| 13. Januar Scorecard | Adelaide | Hobart Hurricanes 143 (19.3)            | – | Adelaide Strikers 146-4 (20) |
|                      |          | Adelaide Strikers gewinnt mit 6 Wickets |   |                              |

### Runde 8
| 14. Januar Scorecard | Melbourne (MCG) | Brisbane Heat 188-7 (20)          | – | Melbourne Stars 132-9 (20) |
|                      |                 | Brisbane Heat gewinnt mit 56 Runs |   |                            |

| 16. Januar Scorecard | Sydney (SCG) | Sydney Thunder 202-5 (20)          | – | Sydney Sixers 156 (17.3) |
|                      |              | Sydney Thunder gewinnt mit 46 Runs |   |                          |

| 16. Januar Scorecard | Perth | Melbourne Stars 146-9 (20)          | – | Perth Scorchers 94 (19) |
|                      |       | Melbourne Stars gewinnt mit 52 Runs |   |                         |

| 18. Januar Scorecard | Melbourne (ES) | Adelaide Strikers 170-5 (20)          | – | Melbourne Renegades 143 (15.3) |
|                      |                | Adelaide Strikers gewinnt mit 27 Runs |   |                                |

## Halbfinale
| 21. Januar Scorecard | Adelaide | Adelaide Strikers 159-7 (20)         | – | Sydney Thunder 160-2 (17.4) |
|                      |          | Sydney Thunder gewinnt mit 8 Wickets |   |                             |

| 22. Januar Scorecard | Melbourne (MCG) | Perth Scorchers 139-7 (20)            | – | Melbourne Stars 140-3 (18.1) |
|                      |                 | Melbourne Stars gewinnt mit 7 Wickets |   |                              |

## Finale
| 24. Januar Scorecard |  | Melbourne Stars 176-9 (20)           | – | Sydney Thunder 181-7 (19.3) |
|                      |  | Sydney Thunder gewinnt mit 3 Wickets |   |                             |